# Zehneria mucronata
Zehneria mucronata är en gurkväxtart som först beskrevs av Carl Ludwig von Blume, och fick sitt nu gällande namn av Friedrich Anton Wilhelm Miquel. Zehneria mucronata ingår i släktet Zehneria och familjen gurkväxter. Inga underarter finns listade i Catalogue of Life.

## Bildgalleri

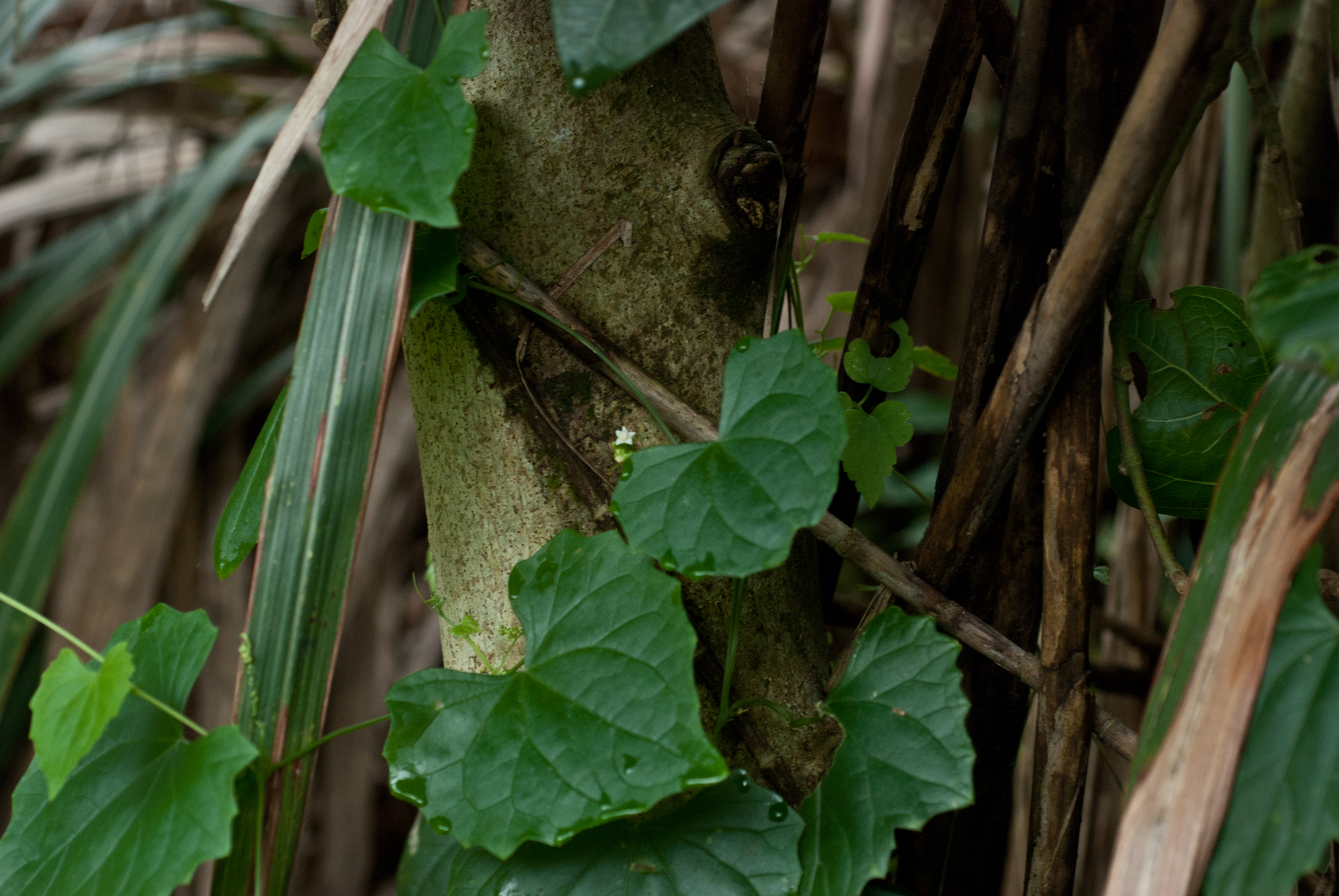